# Odenwaldring (Schaafheim)
Der Odenwaldring ist eine Outdoor-Kartbahn in Schaafheim im südhessischen Landkreis Darmstadt-Dieburg. Die Anlage liegt ca. 1,2 km nordöstlich des Ortskerns von Schaafheim am Nordrand des Dorfes und circa 10 km westlich von Aschaffenburg.

## Strecke
Die Strecke wurde 1981 gebaut, 1982 eröffnet und 1992 auf ihre heutige Länge von 1022 Meter erweitert. Die maximal 10 Meter breite Bahn breitet sich auf einem Areal von 40000 m² aus. An die Kartbahn grenzt ein Motocross-Parcours, welcher an die Kartbahn angebunden werden kann, an.
Die Strecke, welche aus sieben Links- und drei Rechtskurven besteht, wird gegen den Uhrzeigersinn gefahren und gilt als fahrerisch sehr anspruchsvoll.
Eine nördlich befindliche Tagebaugrube für Quarzsand soll bis direkt an den Odenwaldring erweitert werden. Gegen die Erweiterung gibt es Widerstand im Ort.

## Rennbetrieb
Der Betreiber der Anlage ist die Fahrwerk Groß-Zimmern Kartbahn GmbH. Ortsansässiger Kartclub ist der Motor Sport Club Wartturm.
Für Besucher der Kartbahn stehen Karts mit 270 cm³ Hubraum und einer Leistung von 9 PS bereit.
Bis 2020 wurde ein 12h Kartrennen veranstaltet. Neben dem Kartbetrieb finden auch Oldtimer-Rennen, Mini- und Pocketbikerennen sowie Supermoto- und Quadrennen, statt.
Wegen Lärmschutz müssen strenge Auflagen erfüllt werden, was den Betrieb von Renngeräten stark einschränkt.